# USS Bon Homme Richard (CV-31)
USS Bon Homme Richard (CV/CVA-31) era una delle 24 portaerei della classe Essex costruite durante la seconda guerra mondiale per la Marina degli Stati Uniti.
Posta in riserva poco dopo la fine della guerra, fu modernizzata e rimessa in servizio nel 1951. Nella seconda parte della carriera ha operato esclusivamente nel Pacifico, svolgendo un ruolo di primo piano nella Guerra di Corea, per la quale ha guadagnato cinque Service star, e la guerra del Vietnam. Fu ritirata dal servizio nel 1971 e demolita nel 1992.